# Etlingera rubrostriata
Etlingera rubrostriata är en enhjärtbladig växtart som först beskrevs av Richard Eric Holttum, och fick sitt nu gällande namn av Chong Keat Lim. Etlingera rubrostriata ingår i släktet Etlingera och familjen Zingiberaceae. Inga underarter finns listade i Catalogue of Life.

## Bildgalleri

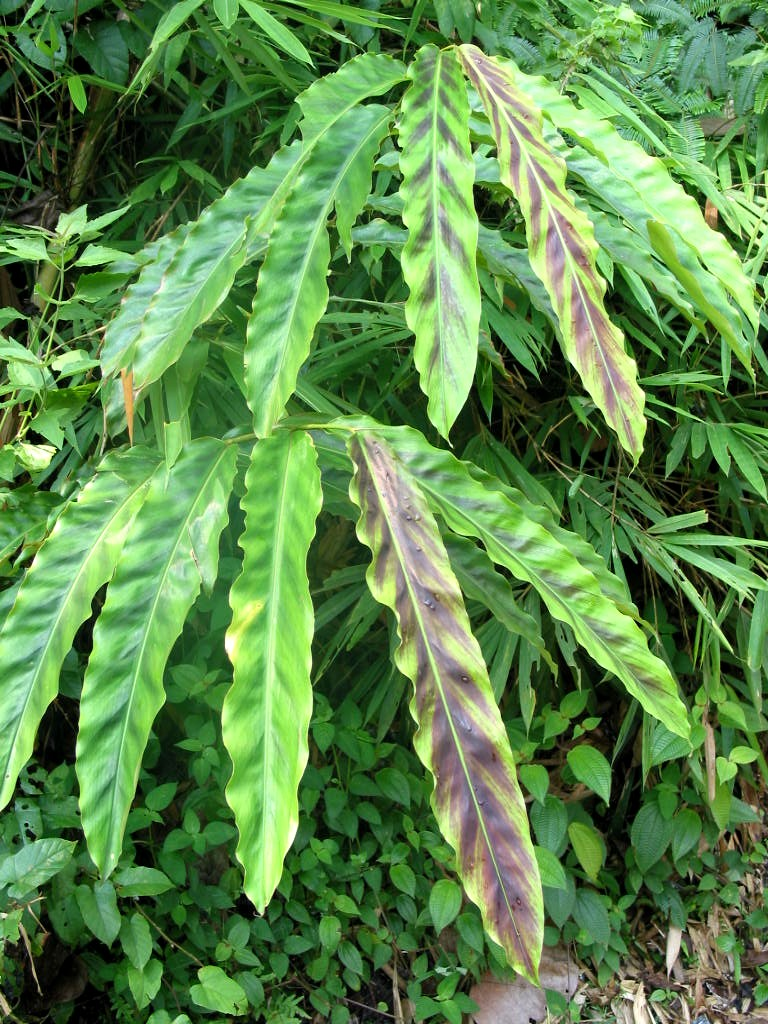